# Bourg-Saint-Maurice
Bourg-Saint-Maurice är en kommun i departementet Savoie i regionen Auvergne-Rhône-Alpes i sydöstra Frankrike. Kommunen ligger i kantonen Bourg-Saint-Maurice som tillhör arrondissementet Albertville. År 2022 hade Bourg-Saint-Maurice 7 228 invånare.
Bourg-Saint-Maurice är en turistort och var tidigare även känd för sitt marmorbrott.

## Befolkningsutveckling
Antalet invånare i kommunen Bourg-Saint-Maurice
| Referens: INSEE |